# Peter Becker (Molekularbiologe)
Peter B. Becker (geboren am 12. September 1958 in  Frankfurt am Main) ist ein deutscher Biochemiker und Molekularbiologe. Er erhielt 2005 den Gottfried Wilhelm Leibniz-Preis für seine Erforschung der Chromatinstruktur und ihrer Rolle bei der Aktivität der Gene.

## Biographie
Peter Becker studierte von 1978 bis 1983 Biologie an der Ruprecht-Karls-Universität Heidelberg und schloss 1984 mit dem Diplom ab. Seine Dissertation erfolgte 1987 mit Summa cum laude am Deutschen Krebsforschungszentrum (DKFZ) in Heidelberg bei Professor Günter Schütz. Der Titel seiner Doktorarbeit lautet In vivo Analyse von Protein/DNA-Wechselwirkungen an regulatorischen Sequenzen des Tyrosin-Transferase-Gens.
Von 1987 bis 1988 war er wissenschaftlicher Mitarbeiter am DKFZ und von 1988 bis 1991 Gastwissenschaftler im Laboratory of Biochemistry am National Cancer Institute bei Professor Carl Wu in den USA. Von 1991 bis 1999 war er Gruppenleiter am European Molecular Biology Laboratory (EMBL) in Heidelberg. 1996 folgte die Habilitation mit der Erlangung der „Venia legendi“ im Fach Molekularbiologie. Seit 1999 ist er C4-Professor am Lehrstuhl für Molekularbiologie am Adolf-Butenandt-Institut der Medizinischen Fakultät der Ludwig-Maximilians-Universität München.

## Werk
Peter Becker arbeitet vor allem an der Struktur des Chromatins, also der Organisation der DNA in den Zellen der eukaryotischen Organismen. Er erforscht die Fragestellung, inwiefern die Organisation des Chromatins die Funktion der DNA und damit der Gene beeinflusst. Eines der wichtigsten Ergebnisse ist die Dynamik der Histone in der DNA, die in aktiven Abschnitten der DNA verschoben werden können.

## Auszeichnungen und Mitgliedschaften
- 1987: Nachwuchsforschungspreis der Gesellschaft für Molekularbiologie
- 1988: Richtzenhain-Preis für Krebsforschung des DKFZ Heidelberg.
- 1988: Ausbildungsstipendium der Deutschen Forschungsgemeinschaft (DFG)
- 1990: Stipendium der Fogarty-Gesellschaft am National Institute for Health
- 2000: Mitgliedschaft der European Molecular Biology Organization (EMBO)
- 2005: Gottfried Wilhelm Leibniz-Preis der DFG
- 2007: Mitglied der Leopoldina[1]
- 2007: Mitglied der Academia Europaea[2]
- 2016: Mitglied der Bayerischen Akademie der Wissenschaften[3]